# Antiguraleus mundus
Antiguraleus mundus é uma espécie de gastrópode do gênero Antiguraleus, pertencente a família Mangeliidae.